# Desenzano del Garda

Lage der Gemeinde Desenzano del Garda in der Provinz Brescia

Desenzano del Garda (im örtlichen Dialekt Dezensà) ist eine italienische Gemeinde (comune) in der Provinz Brescia in der Region Lombardei. Sie ist mit 29.255 Einwohnern (Stand 31. Dezember 2023) die größte Stadt am Gardasee.

## Geografische Lage
Die Stadt liegt in einem weiten Golf im Südwesten des Gardasees, der im Osten von der Halbinsel von Sirmione begrenzt wird. Der gleichnamige Bahnhof der Bahnstrecke Mailand–Venedig liegt südlich des Stadtzentrums, etwa 2 km südlich der Stadt liegt die gleichnamige Autobahnanschlussstelle der A 4 / E 70 (Mailand–Verona).

## Geschichte
In der vier Kilometer entfernten Polada-Torfgrube wurden zahlreiche Reste prähistorischer Pfahlbauten mit charakteristischen Henkelgefäßen der sog. Polada-Kultur gefunden. Das Museum „Giovanni Rambotti“ (benannt nach dem Entdecker der Polada-Funde) beinhaltet die vielen Funde, die in Polada zwischen Desenzano und Lonato del Garda und im Gebiet Lavagnone, einer Pfahlbausiedlung etwa 5 km südlich der Stadt, ans Licht gekommen sind. Außer Keramiken, Messer- und Waffenspitzen aus Kieselstein, Waffen, Geräten usw. befindet sich im Museum auch ein Pflug aus Eichenholz aus der südalpinen Bronzezeit (etwa 2200 v. Chr.). Die Fundstelle Lavagnone wurde 2011 mit 110 weiteren Fundstellen in 6 Alpenländern von der UNESCO in das Inventar des UNESCO-Weltkulturerbes aufgenommen.
Durch die Reste eines großen Landhauses (Villa Romana, siehe unten) wird die Bedeutung Desenzanos zur Römerzeit dokumentiert. Der pagus decensianus (lat. anmutiges Dorf) gehörte zum Rechtsprechungsbezirk von Brescia.
Zur Zeit der Langobarden gehörte der Ort zur Mark Verona, kam danach an die Grafschaft Brescia. Im Jahr 879 fiel die Gegend an das Kloster San Zeno in Verona, bis das ganze Gebiet von Heinrich VI. an die Grafen von Desenzano als Lehensgut übergeben wurde.
Die Blütezeit erreichte Desenzano unter venezianischer Herrschaft. Auf dem Markt wurden dienstags und donnerstags Waren aus den umliegenden Tälern der Sabbia, Trompia und Camonica angeboten und besonders Getreide. Er war einer der wichtigsten Märkte der gesamten Padania, und sein Getreidepreis hatte in der Lombardei, in der Treviser Mark und in der Romagna Gültigkeit. Auch heute noch findet an der Strandpromenade Cesare Battisti jeden Dienstag ein großer Wochenmarkt statt.
Im spanischen Erbfolgekrieg wurde Desenzano 1701 zuerst von den kaiserlichen und 1704 von den französischen Truppen zerstört.
Zur Zeit Napoléons wurde es dem Département Mella der Cisalpinischen Republik und dann dem Königreich Italien unter Eugène de Beauharnais eingegliedert, das sich über das gesamte südliche und westliche Seeufer erstreckte.
Während der Italienischen Sozialrepublik war Desenzano von März 1944 an Sitz des von Giovanni Preziosi geleiteten Generalinspektorat für die Rasse, das aus der Generaldirektion für Demografie und Rasse hervorgegangen war und sich insbesondere mit der Verfolgung von Juden im faschistischen Satellitenstaat in Norditalien beschäftigte, und bis April 1945 Bestand hatte.

### Bevölkerungsentwicklung
| Jahr      | 1861  | 1871  | 1881  | 1901  | 1911  | 1921  | 1931   | 1951   | 1961   | 1971   | 1981   | 1991   | 2001   | 2011   | 2021   |
| --------- | ----- | ----- | ----- | ----- | ----- | ----- | ------ | ------ | ------ | ------ | ------ | ------ | ------ | ------ | ------ |
| Einwohner | 6.425 | 6.288 | 5.908 | 6.721 | 8.337 | 9.381 | 10.915 | 12.087 | 14.294 | 17.900 | 20.020 | 21.183 | 23.651 | 26.793 | 29.208 |

Quelle: ISTAT

## Verwaltungsgliederung
Zur Gemeinde von Desenzano del Garda gehören neben Desenzano del Garda mit dem Gemeindesitz die Ortsteile Rivoltella del Garda und San Martino della Battaglia sowie die Weiler Calvata-Conta, Colombare di Castiglione, Grole, Lavagnone, Menasasso, Monte Alto, Montonale Basso, Porte Rosse, San Pietro, Vaccarolo und Venga-Bertani.

## Sehenswürdigkeiten

### Das Zentrum, der alte Hafen, die Mole
Desenzanos Zentrum ist die pittoreske Piazza Malvezzi am Alten Hafen, wo früher die Lastkähne für den Transport der am Markt gehandelten Waren anlegten. Der Platz wird von einem antiken Bogengang umgeben, und im Zentrum steht das Monument von Angela Merici, der Gründerin des Ordens der Heiligen Ursula (Ursulinen). An der Strandpromenade, wo sich der Sarkophag von Attilia Urbica befindet, liegt der neue Hafen, von wo aus die Linienschiffe der Navigazione Lago di Garda zu anderen Orten am Gardasee auslaufen.
Der alte Hafen ist eines der beliebtesten Postkartensujets von Desenzano und gilt als bedeutendes Wahrzeichen der Stadt.
Im Hintergrund des Fotos sind die Überreste der im 11. Jahrhundert errichteten Burg zu erkennen, mit dem Bergfried und zinnenbewehrter Mauer mit kleineren Türmen.
Nur wenig von der Piazza entfernt sind die Überreste der Villa Romana aus dem 2.–3. Jahrhundert in der Via Scavi Romani zu besichtigen.
Am Ende der Mole von Desenzano befindet sich der kleine Leuchtturm von Desenzano.

### Santa Maria Maddalena
Der Dom von Desenzano del Garda, eine dreischiffige Basilika, wurde nach dem Entwurf von Giulio Todeschini 1586 über einem Vorgängerbau errichtet. Im Inneren befinden sich mehrere Gemälde von Künstlern, die zu den bekanntesten ihrer Zeit gehörten. So u. a. von Zenone Veronese, Andrea Celesti (Taufe Christi), Palma il Giovane, Domenico Brusasorzi, Gianbettino Cignaroli, Bertanza und Giovanni Battista Tiepolo. Berühmt ist vor allem Tiepolos Letztes Abendmahl, das allerdings seinem Sohn Domenico zugeschrieben wird.

### Villa Romana
Emanuele Zamboni, ein Schreiner aus Desenzano, stieß 1921, als er mit dem Bau eines Hauses beginnen wollte, auf die Überreste eines über 1000 m² großen römischen Gutshofs. Die Villa gilt als eines der wichtigsten Zeugnisse großer spätantiker Villen Norditaliens: Eine erste Bauphase wird dem 1. Jahrhundert n. Chr. zugeschrieben, die Vollendung wird auf den Anfang des 4. Jahrhunderts datiert. Die Villa Romana gilt heute als wichtiges Beispiel dieser Wohnform in Norditalien. Erhalten blieben die 240 m² großen Reste von Bodenmosaiken und die Hohlraumheizungsanlagen, die als frühe Vorläufer heutiger Fußbodenheizungen gelten. Die Mosaiken zeigen eine Qualität der Ausführung, die den berühmten pompeijanischen Mosaiken gleichgestellt werden kann.

## Städtepartner
Durch Städtepartnerschaften ist Desenzano verbunden mit:
- Sal,  (Kapverdische Inseln), seit 1998
- Antibes,  (Département Alpes-Maritimes), seit 2001
- Wiener Neustadt,  (Niederösterreich), seit 2002
- Amberg,  (Oberpfalz), seit 2006

## Persönlichkeiten
- Angela Merici (1474–1540), Begründerin des Ursulinen-Ordens (Ordo Sanctae Ursulae, dt.: Gesellschaft der Heiligen Ursula), sie ist zudem die Schutzheilige Desenzanos
- Angelo Anelli (1761–1820), Librettist und Schriftsteller
- Girolamo Bagatta (1772–1830), katholischer Priester und Schulleiter
- Giovanni Rambotti (1817–1896), Notar, Politiker und Hobbyarchäologe
- Achille Papa (1863–1917), General
- Cagnaccio di San Pietro (1897–1946), Maler des Magischen Realismus
- Attilio Dottesio (1909–1989), Schauspieler
- Adriana Facchetti (1921–1993), Schauspielerin
- Mariella Simoni (* 1948), italienisch-französische bildende Künstlerin
- Marco Borciani (* 1975), Motorradrennfahrer
- Massimo Volta (* 1987), Fußballspieler
- Christian Tiboni (* 1988), Fußballspieler
- Marco Zanotti (* 1988), Radrennfahrer
- Sonny Colbrelli (* 1990), Radprofi
- Manuel Pietropoli (* 1990), Snowboarder

## Nachtleben
In Desenzano und in der näheren Umgebung gibt es verschiedene Diskotheken. Eine davon rühmt sich sogar, die größte Disco Europas zu sein. Dies macht Desenzano attraktiv für junge Leute, die jeweils Freitag- und Samstagnacht aus dem Umkreis nach Desenzano „pilgern“.

## Bilder

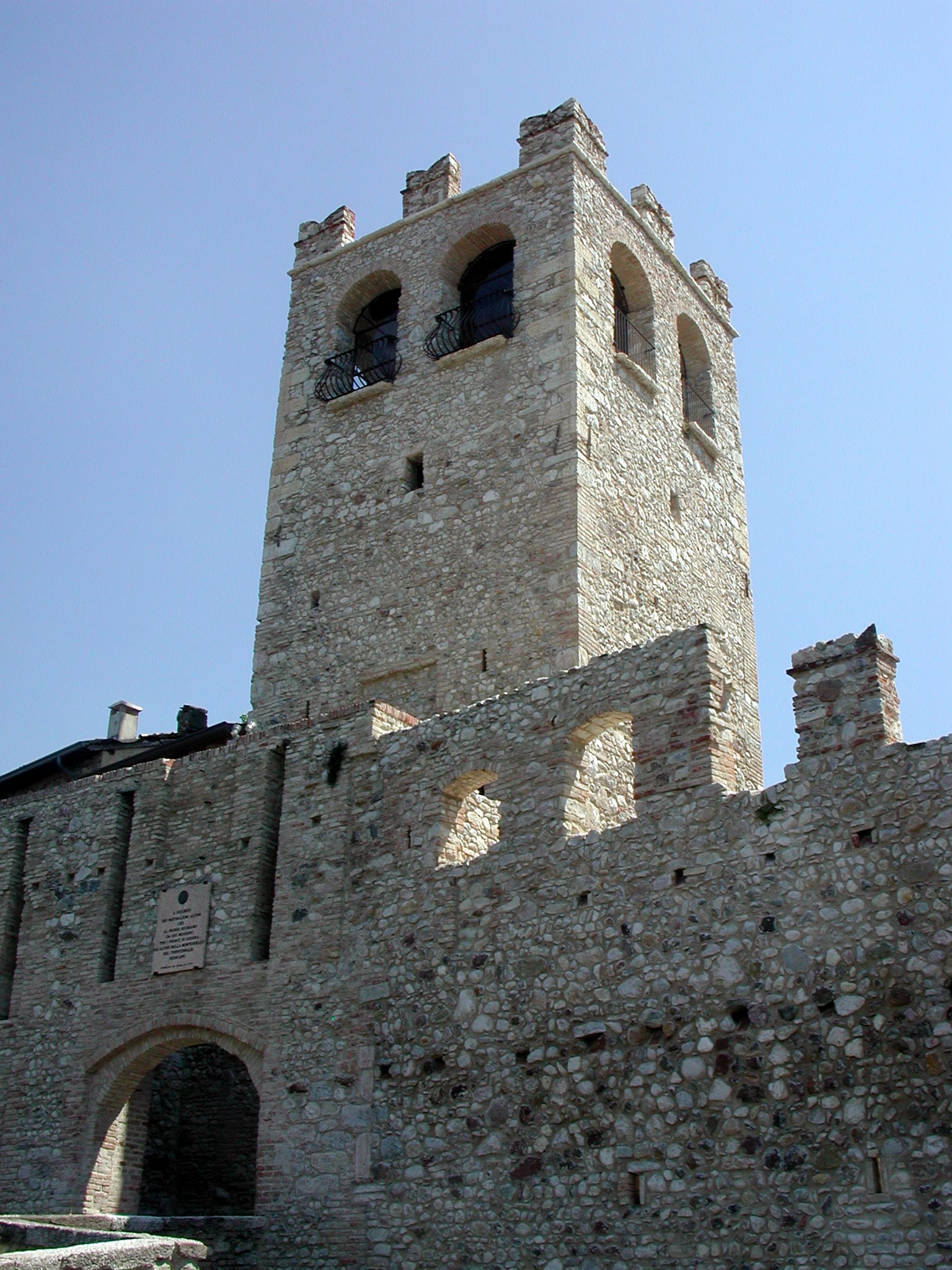
Burg (11. Jh.)
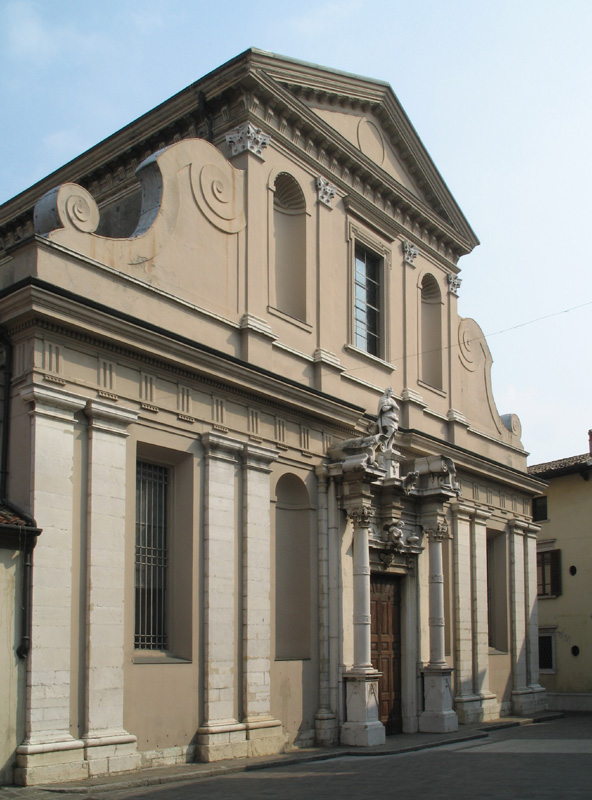
Santa Maria Maddalena
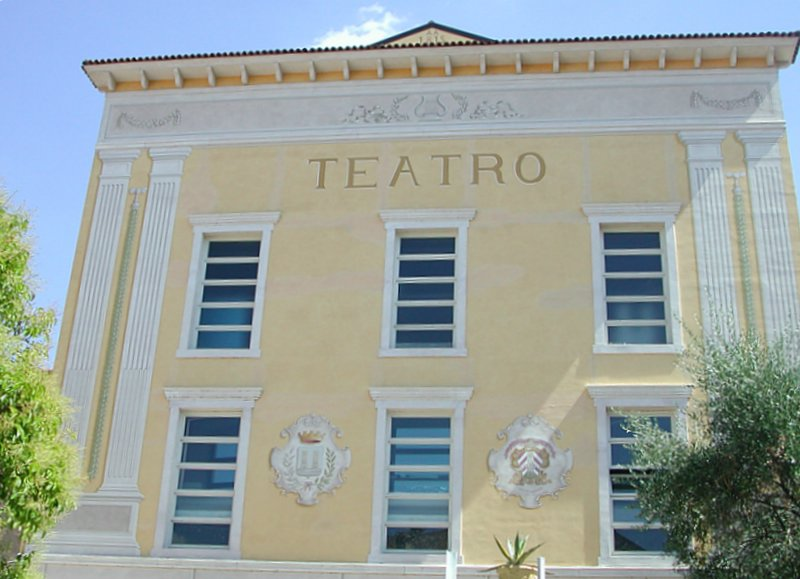
Teatro Alberti
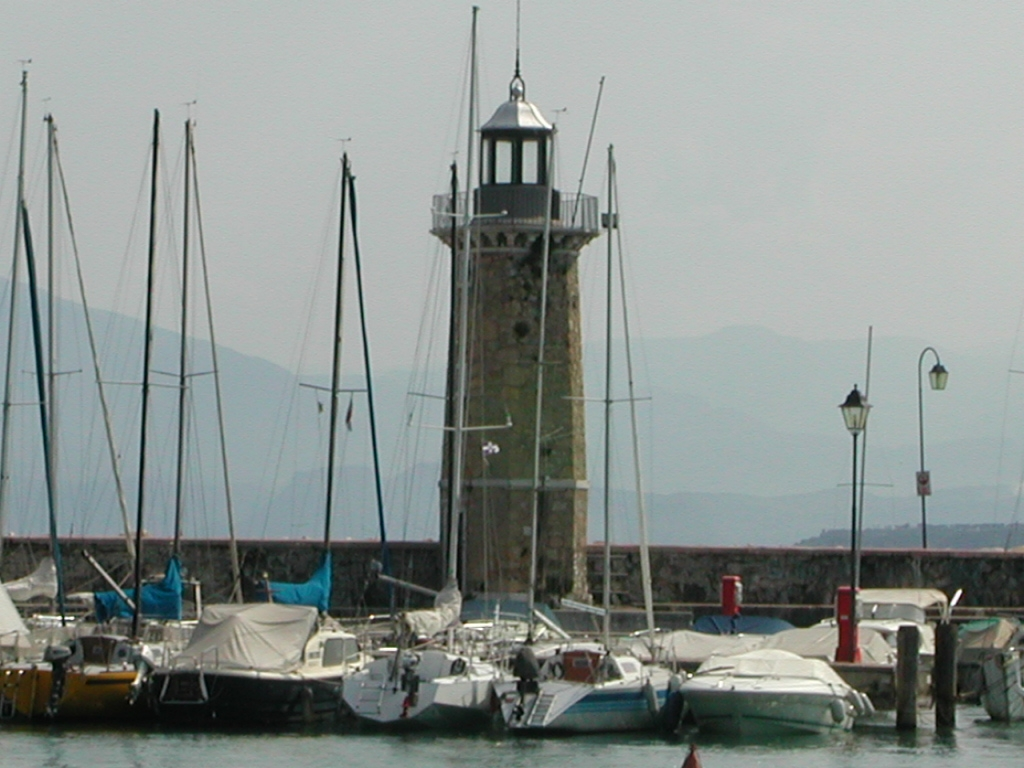
Leuchtturm von Desenzano del Garda
Bahnhof von Desenzano del Garda
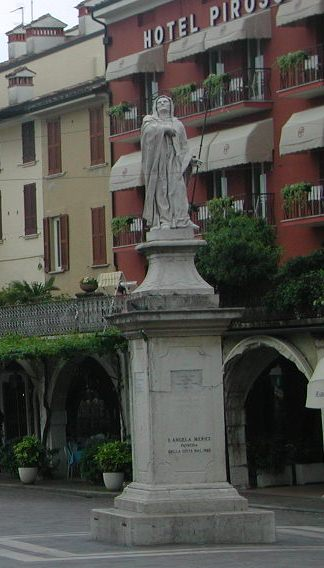
Statue von Angela Merici
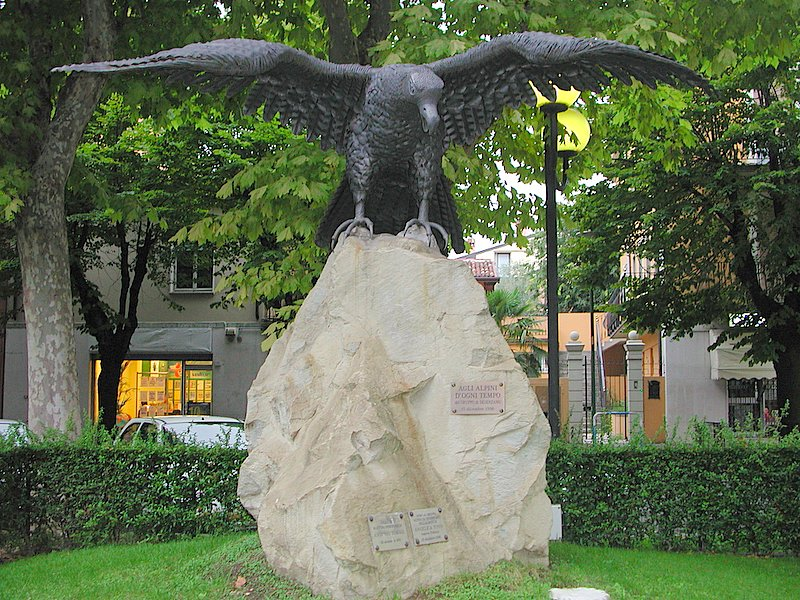
Alpini-Denkmal